# Південно-Східний округ (Ботсвана)
Південно-Східний округ (англ. South-East District) — округ в Ботсвані. Адміністративний центр — столиця країни місто Габороне.

## Географія
Сусідні області:
- Квененг — на північному заході
- Кгатленг — на північному сході
- Південний — на південному заході
- Північно-Західна провінція (ПАР) — на сході

## Населені пункти
Найбільші:
- Габороне, 186007
- Лобаце, 29689
- Тлоквенг, 21133
- Рамоцва, 20680

## Адміністративний поділ
Адміністративно округ ділиться на 3 субокруга:
- Габороне
- Лобаце
- Південний Схід

## Економіка
У столиці розташований міжнародний аеропорт. Через округ проходить залізниця з Мочуді (Кгатленг) в Раматлабама (Південний округ).